# Árie
Árie původně označovala v hudbě výraznou melodii, kterou obvykle, i když ne vždy, interpretoval zpěvák. V baroku byla instrumentální podoba árie (také zvaná air) běžnou součástí taneční suity. V současnosti je árie nejčastěji označením skladby pro jeden hlas s orchestrálním doprovodem.
Árie nemá pevně danou formu. Některé árie mají dvě části – pomalou v lichém taktu a poté rychlejší v taktu sudém. Další rozšířenou formou je tzv. aria da capo, která má trojdílné schéma A B A. Třetí část je opakováním první části a zpěvák má možnost improvizovat a přidáním melodických variací a ozdob předvést své umění.
Árie bývají součástí větších hudebních děl – oper, oratorií nebo kantát. Existují však i tzv. koncertní árie, což jsou samostatné skladby určené k provedení na pěveckých recitálech. Příkladem je Beethovenova árie Ah! Perfido.
Operním i koncertním áriím často předchází recitativ. V něm je „odvyprávěna“ dějová linka, zatímco v melodické árii je zdůrazněn lyrický, emotivní obsah.